# Трубецкой, Тимофей Романович
Князь Тимофе́й Рома́нович Трубецко́й (ум. 12 (22) ноября 1602) — русский военный и государственный деятель, рында, голова, боярин и воевода в царствование Ивана Грозного, Федора Ивановича и Бориса Годунова.
Младший сын князя Романа Семёновича Трубецкого, воеводы Трубчевского. Его старшим братом был князь и воевода Никита Романович Трубецкой (ум. 1608), отец Юрия, Фёдора и Алексея.

## Происхождение
Князья Трубецкие вели своё происхождение от князя брянского, стародубского и трубчевского Дмитрия Ольгердовича (ум. 1399), второго сына великого князя литовского Ольгерда Гедиминовича (1345—1377). Вначале князья Трубецкие были вассалами и подручниками великих князей литовских из династии Ягеллонов. В 1500 году литовские князья Трубецкие (Трубчевские) перешли со своим удельным княжеством на службу к великому князю московскому Ивану III Васильевичу.

## Служба
В 1572 году находился в свите царя Ивана Васильевича во время похода на Новгород. В октябре этого же года при бракосочетании царя Ивана Грозного с Марфой Васильевной Собакиной, нёс первым в церковь государево подножие. В 1572—1573 годах рында с государевым копьём в походах в Новгород и на Лифляндию. В 1574 году упомянут дворянином, участник Серпуховского царского похода. В 1576 году вместе с другими воеводами сопровождал царя во время похода в Калугу против крымских татар. В 1577 году стольник, голова и есаул в Государевом полку в походе на Лифляндию, послан первым воеводою во главе Большого полка из Пскова к Гомелю, Трекату и Владимирцу. В 1578 году рында с государевым копьём в походе в Новгород против шведов. В 1579 году участвовал в ливонском походе царя Ивана Васильевича. В 1580 году назначен первым воеводой в Зубцове против крымцев. В сентябре этого же года послан первым воеводою Большого полка вспомогательных войск из Пскова к Руговиду. В 1581 году, при бракосочетании царя Ивана Грозного с Марией Фёдоровной Нагого, в свадебном поезде выполнял обязанности конюшего при царевиче Иване Ивановиче. В 1584 году по распоряжению царя стал первым воеводой в Туле, а по сходу окраинных и береговых воевод, указано ему быть воеводой с бояриным князем Трубецким. В 1585 году получил боярство и назначен первой воеводой большого полка в готовящейся военной кампании против Швеции. В этом же году сидел в большой лавке при представлении Государю литовского посла, позже судил местничество Салтыкова и князей Звенигородского и Ноздреватого. В 1587 году был одиннадцатым при представлении боярам польского посла, назначен первым воеводой в Смоленске.
В 1588 году седьмой в Царской думе и назначен первым воеводой большого полка войск стоящих в Туле, Дедилово и Одоеве. В октябре и ноябре 1589 года обедал за столом у Государя, а в феврале встречал первым при представлении Государю царевича Мурата Гирея. Зимой 1589/1590 года первый воевода Большого полка русской армии в Новгороде, откуда затем был отправлен на Копорье во главе передового полка. В октябре и ноябре 1590 года обедал у Государя. В 1591 году командует передовым полком в Калуге, затем был вторым воеводой в Новгороде, командовал сторожевым полком во время похода на шведские владения. Взял Ямбург, потом участвовал вторым воеводою в походе на Иван-город, а по его завоевании в апреле отправлен первым воеводою Большого полка в Тулу, в декабре обедал за столом у Государя и отправлен первым воеводою Передового полка правой руки в Каширу. Участвовал первым воеводою этого полка в обозе под Москвой против пришедших к столице крымцев, коих гнали от Москвы до Серпухова, за что пожалован шубою, 100 рублей денег, кубком и золотым корабельником. В 1592 году первый воевода в Новгороде, а оттуда отправлен первым воеводою Сторожевого полка в поход против шведов, коих под Выборгом разбил, учинил шведам великое опустошение, возвратясь в Москву. В 1593 году назначен первым воеводой большого полка «по крымским вестям» в Туле. В 1595 году во главе сторожевого полка отправлен в Коломну и на берег Оки, для охранения от нападения крымцев. В 1597 году в связи с возможным нападением крымского хана Гази Герая командовал сторожевым полком в Коломне. В 1598 году стал первым воеводой в Смоленске, потом второй воевода Сторожевого полка в Коломне, а во время царского похода в Серпухов, оставлен осадным воеводою в белом каменном городе в Москве. В 1599 году первый воевода Большого полка в Мценске. В мае этого же года судил местничество князей Буйносова и Тёмкина. В 1600 году, в Ответной палате, объявлял царевичу Магомету указ о пожаловании ему во владение города Касимов и приводил его к присяге в верности Государю. В 1601 году первый воевода Большого полка в Новосиле. В 1602 году встречал в сенях вторым, на третьей встрече, при представлении Государю датского королевича, и был вместе с ним за столом у Государя.
Умер в 1602 году, приняв постриг с именем Феодорит, похоронен в Троице-Сергиевом монастыре, о чём свидетельствует надгробная надпись: Боярин князь Тимофей Романович Трубецкой, в иноцеках Феодорит, представился 111 (1602) году ноября в 12 день.

## Семья
Тимофей Романович Трубецкой был женат на Ксении Семёновне (ум. 3 июля 1615), которая приняла постриг с именем Каптелина, от брака с которой имел двух сыновей: Меркурия (ум. 22 апреля 1610) и Дмитрия (ум. 24 июня 1625). Могила Трубецкого находится в подклетье Троицкого собора Троице-Сергиевой лавры рядом с могилами его сыновей и жены.